# Auchmis crassicornis
Auchmis crassicornis är en fjärilsart som beskrevs av Charles Boursin 1960. Auchmis crassicornis ingår i släktet Auchmis och familjen nattflyn. Inga underarter finns listade i Catalogue of Life.